# Pokotylivka
Pokotylivka (ukrajinsky Покотилівка, rusky Покотиловка – Pokotilovka) je sídlo městského typu v Charkovské oblasti na Ukrajině. 

## Poloha a doprava
Pokotylivka leží přibližně patnáct kilometrů jihovýchodně od Charkova, správního střediska oblasti. Po jejím jihovýchodním okraji prochází dálnice M 18 (z Charkova do Merefy, Záporoží, Melitopolu, Simferopolu a Jalty), která ji odděluje od sídla městského typu Babaji. Na území obce jsou také dvě železniční stanice, Pokotylivka a Karačivka, obě na trati z Charkova do Merefy.

## Dějiny
Na území moderní Pokotylivky leží Doněcké hradiště, kde je archeologicky doloženo osídlení už od doby bronzové a pak v mnoha mladších vrstvách. Písemně jej zmiňuje už Ipatěvský spis, podle kterého šlo o první ruské sídlo, kterého dosáhl na svém útěku ze zajetí v roce 1185 či 1186 Igor Svjatoslavič, hrdina eposu Slovo o pluku Igorově.
Pokotylivka jako taková vznikla koncem 19. století jako osada při železniční stanici vybudované pro o něco starší vesnici Karačivka.  V roce 1938 se Pokotylivka stala sídlem městského typu. V roce 1959 byly obě obce sloučeny pod názvem Pokotylivka.